# Agata Zubel
Agata Zubel (født 25. januar 1978 i Wrocław, Polen) er en polsk komponist, sanger og lærer.
Zubel studerede komposition og sang på Karol Lipinski Musikkonservatoriet i Wrocław. Herefter studerede hun kompositionen videre på Enschede Musikkkonservatoriet i Holland. Hun har skrevet 3 symfonier, orkesterværker, kammermusik, korværker, sange, elektronisk musik og instrumentale værker. Hun er også kendt som sanger af populær musik specielt i hendes hjemland. Zubel underviser som lærer i komposition på Muskkonservatoriet i Wrocław.

## Udvalgte værker
- Symfoni nr. 1 (2002) - for orkester
- Symfoni nr. 2 (2005) - for orkester
- Symfoni nr. 3 (2008-2010) - for dobbelt klokketrompet og orkester
- Af sangene (2007) - for sopran, mezzosopran, cello, blandet kor og orkester
- Ikke jeg (2013) - for sopran, instrumentalensemble og elektronik
- Hvor hen ? (2015) - for sopran og kammerorkester
- Lys (1997) - for slagtøj
- En sang om Verdens ende (1998) - for stemme, fortæller og instrumental ensemble
- Ballade (1999) - for stemme, slagtøj og magnetbånd
- Concerto grosso (2004) - for blokfløjte, barokviolin, cembalo og to kor